# 绵三七
绵三七（学名：Eriosema himalaicum）为豆科雀脷珠属下的一个种。